# Fritz Starck
Friedrich Georg Christian „Fritz“ Starck (* 31. Mai 1900 in Hamburg; † nach 1952) war ein deutscher Politiker (DP).

## Leben
Starck, der in Winterhude wohnte, absolvierte im elterlichen Betrieb eine Buchdruckerlehre. Von 1919 an war er zunächst in diesem Beruf in verschiedenen Betrieben tätig. Ab 1928 war er kaufmännisch tätig. Später besuchte er das Büsch-Institut. Seit 1935 war er Inhaber einer eigenen Buchdruckerei. Er trat im Mai 1937 in die NSDAP ein.
Nach dem Zweiten Weltkrieg engagierte er sich in der Deutschen Partei und wurde für sie bei der Bürgerschaftswahl 1949 in das Landesparlament gewählt. Daneben wurde er auch in den Bezirksausschuss Hamburg-Nord gewählt. Nachdem Anfang April 1952 der frühere NS-Polizeisenator Alfred Richter zum stellvertretenden Landesvorsitzenden der Deutschen Partei in Hamburg gewählt worden war, führte dies zu einer Kontroverse innerhalb des Landesverbandes, wobei sich Starck mit anderen Parteimitgliedern gegen Richter stellte. Insgesamt sechs der neun DP-Abgeordneten in der Hamburgischen Bürgerschaft, neben Starck auch Erwin Jacobi, Wilhelm Ziegeler, Werner Luckow, Gerhard Schubert und Friedrich Witt, erklärten, dass sie die Zusammenarbeit mit der Person Richter „wegen ihrer politischen Funktion und Verantwortlichkeit in früherer Zeit“ ablehnten.